# Naissaar
Naissaar (deutsch Nargen, schwedisch Nargö) ist eine zu Estland gehörige Insel im Finnischen Meerbusen. Naissaar ist per Fähre vom Tallinner Fischhafen (est. Kalasadam) in etwa einer Stunde erreichbar.

## Lage
Naissaar liegt rund 8 km nördlich vom estnischen Festland. Die Insel hat eine Fläche von 18,6 km². Die höchste Erhebung ist mit 27 Metern der Kunilamägi. Naissaar liegt an der Einfahrt zur Bucht von Tallinn und war deswegen in der Vergangenheit von großer strategischer Bedeutung.

## Geschichte

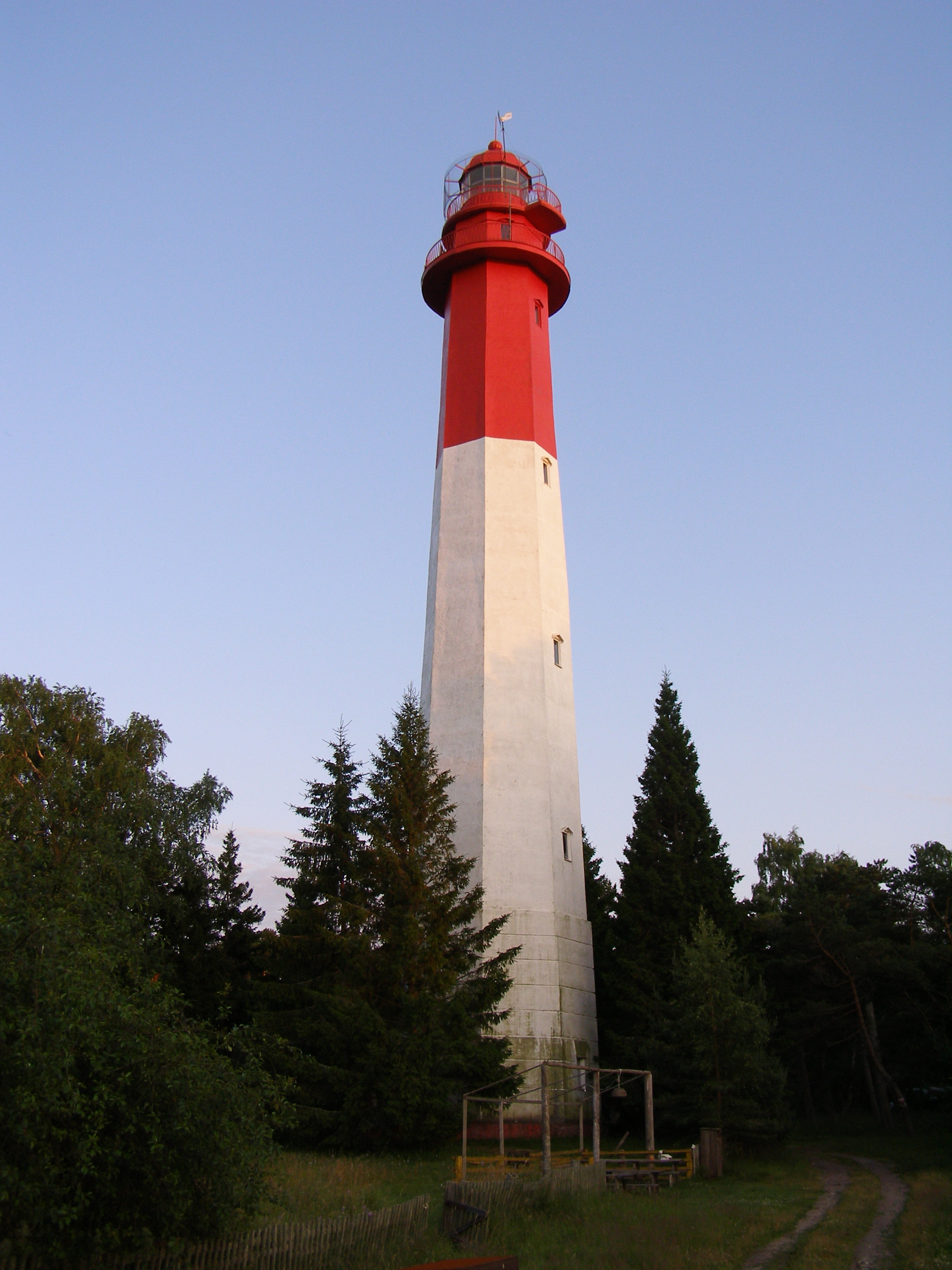
Der Leuchtturm

Der Name bedeutet „Fraueninsel“. Möglicherweise ist Naissaar die Insel, die in der Chronik Adam von Bremens (um 1075) als Terra feminarum erwähnt wird. Spätestens seit dem 15. Jahrhundert wurde sie ständig bewohnt. Hatte die Insel 1934 noch 450 Einwohner, so ist sie heute nahezu unbewohnt. Sie war das östlichste Siedlungsgebiet der Estlandschweden; später siedelten sich auch Esten an. Wegen ihrer strategischen Lage wurde sie seit dem Ersten Nordischen Krieg militärisch genutzt und von Schweden zur Festung ausgebaut. 1788 wurde ein erster Leuchtturm erbaut. Der heutige Leuchtturm wurde 1960 erbaut und hat eine Höhe von 47 m. Die größten Festungsanlagen der Insel stammen aus der Zeit der russischen Herrschaft vor dem Ersten Weltkrieg und gehörten zur Seefestung Imperator Peter der Große. Dazu zählt auch die Schmalspurbahn Naissaar von der Nord- zur Südspitze der Insel.
1917 geriet Naissaar in die Wirren der Russischen Revolution. Estland war im April 1917 von der zaristischen Regierung eine gewisse Autonomie unter russischer Suzeränität gewährt worden. Der Maapäev, die provisorische Regierung, sah sich aber nach der Oktoberrevolution den Bolschewisten ausgesetzt. Im Dezember 1917 übernahmen meuternde Matrosen die Kontrolle über die Insel und riefen eine Räterepublik aus, die Räterepublik Nargen (Naissaare Nõukogude Vabariik). Dieser Miniaturstaat – nicht mehr als 90 Matrosen – existierte jedoch nur knapp drei Monate. Am 24. Februar 1918 erklärte Estland seine Unabhängigkeit, wurde aber umgehend von deutschen Truppen besetzt. Am 26. Februar flohen die revolutionären Matrosen über den Seeweg vor dem deutschen Vormarsch.
1920–1940 gehörte die Insel zum unabhängigen Estland, aber wurde 1940 wie das gesamte Land aufgrund des geheimen Zusatzprotokolls im Hitler-Stalin Pakt von den Sowjets annektiert. 1941–44 nach dem Überfall auf die Sowjetunion hielt die Wehrmacht Naissaar besetzt. 1944 flohen die meisten Schweden vor dem Vormarsch der Roten Armee über die Ostsee nach Schweden. Nach dem Zweiten Weltkrieg baute die Sowjetunion auf der Insel die größte Minenfabrik im Ostseeraum und bis 1991 war die Insel militärisches Sperrgebiet. Bis heute sind als Folge der Rüstungsindustrie viele Böden stark belastet. Nach der Wiedererlangung der Unabhängigkeit Estlands verließ die Rote Armee die Insel.
1995 wurde sie zum Naturschutzgebiet umgewandelt. Sie soll einem sanften Tourismus zugänglich gemacht werden, und so wurden die Holzhäuser der alten schwedischen Dörfer restauriert. Auch ein Teil der Schmalspurbahn wurde wieder in Betrieb genommen.
Am 10. August 2005 stürzte östlich der Insel ein Helikopter der finnischen Fluggesellschaft Copterline ins Meer. Bei dem Unglück kamen alle 14 Hubschrauberinsassen ums Leben.
1879 wurde auf Nargen der Optiker Bernhard Schmidt geboren.

## Põlendikukivi

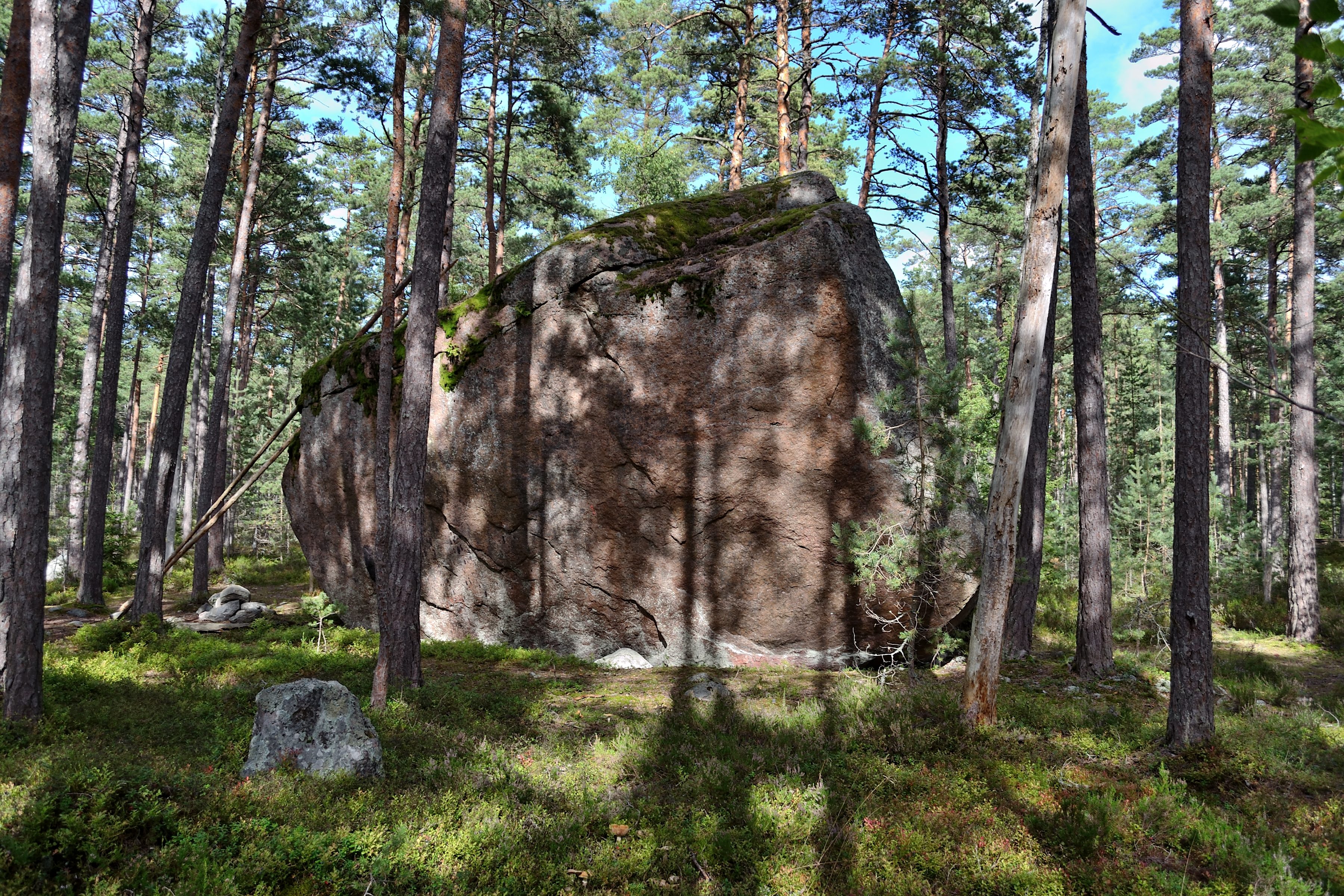
Põlendikukivi

Der Põlendikukivi ist ein Findling aus Moorgestein auf der Insel. Er ist 10,6 m lang, 7,4 m breit, 7,0 m hoch und hat einen Umfang von 28,8 m. Er hat die eine geneigte Oberseite. Die Südwest- und Nordwestseiten ragen über die gesamte Länge des Felsblocks stark hervor, während er sich auf der Nordwest- und Südostseite zur Basis hin verjüngt. Der Fels steht seit 1959 unter Naturschutz und ist Teil des Naturparks Naissaare. Während des Krimkrieges wurde der Wald in Brand gesteckt. Durch die Hitze bekam der Felsen Risse, daher die Bezeichnung Põlendikukivi.
Auf Naissaar gab es einen noch größeren Findling, der jedoch vom sowjetischen Militär zerstört wurde, das auf der Insel Lagerhäuser und eine Montagefabrik für Seeminen errichtete.

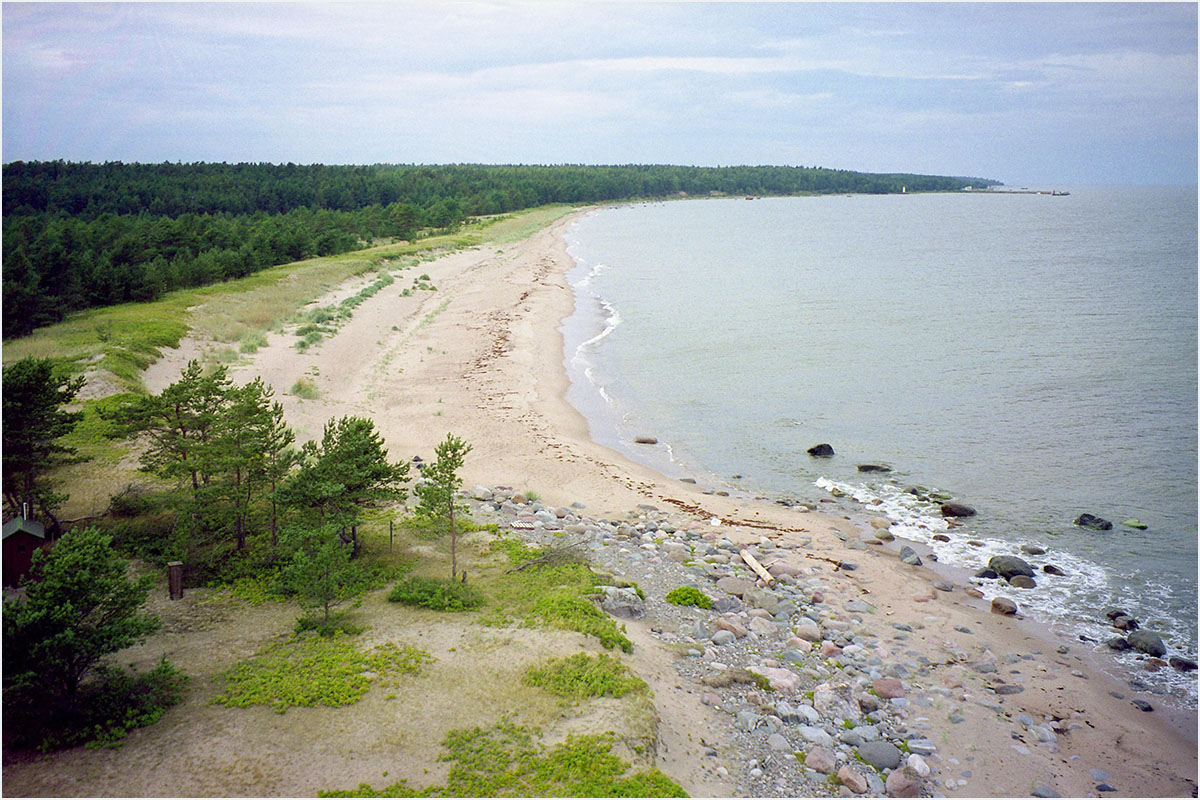
Am Strand
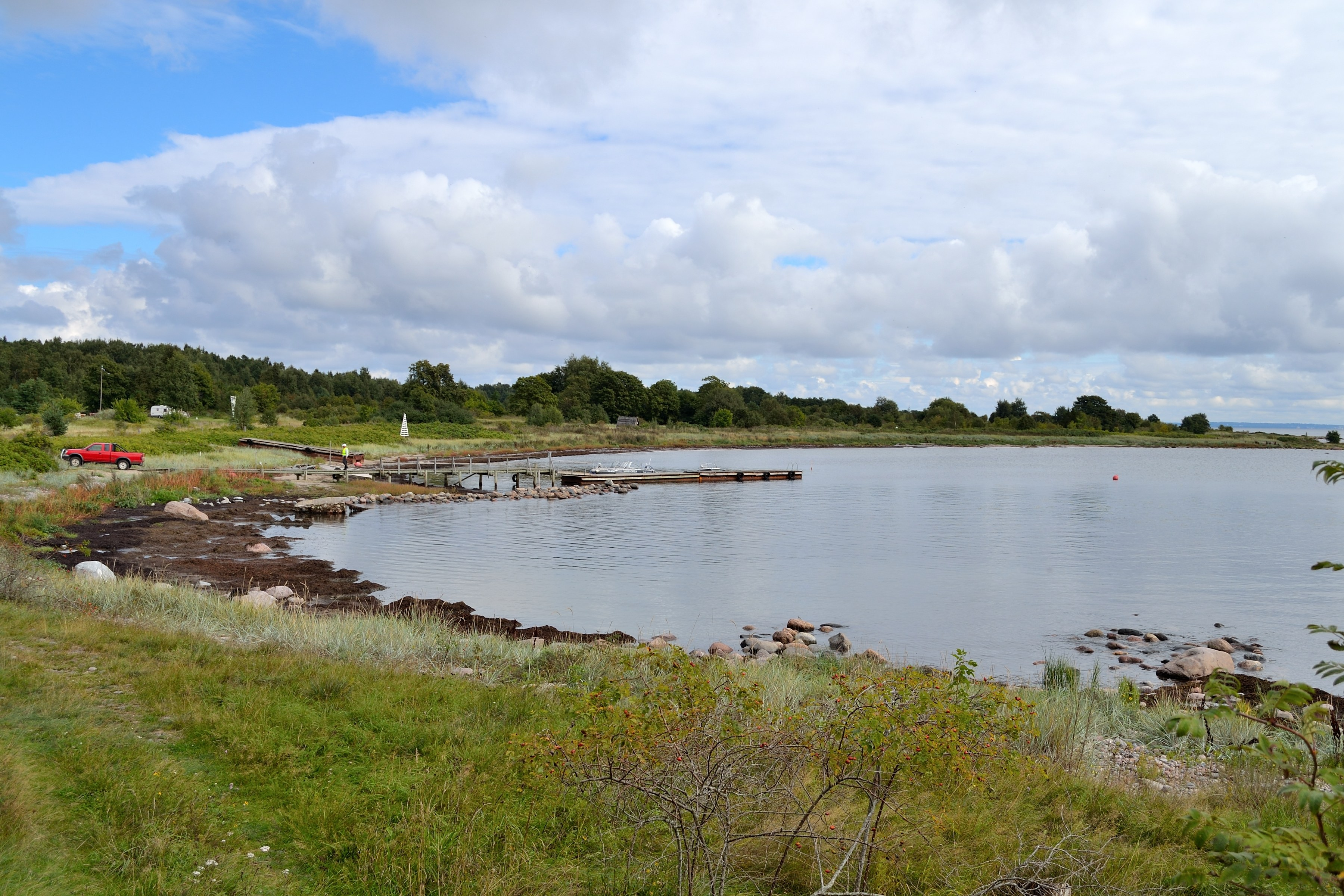
Kleiner Bootshafen
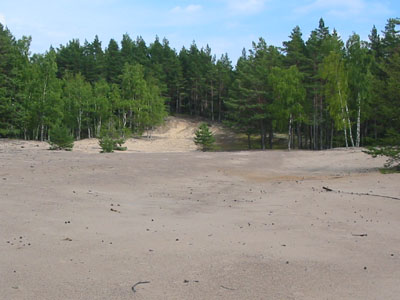
Die Erhebung Kunilamägi
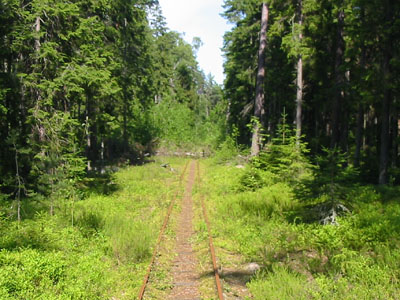
Die Schmalspurbahn
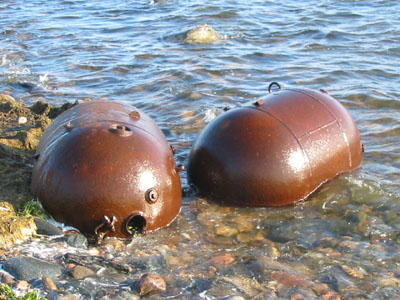
Seeminen am Strand